# 洮阳镇

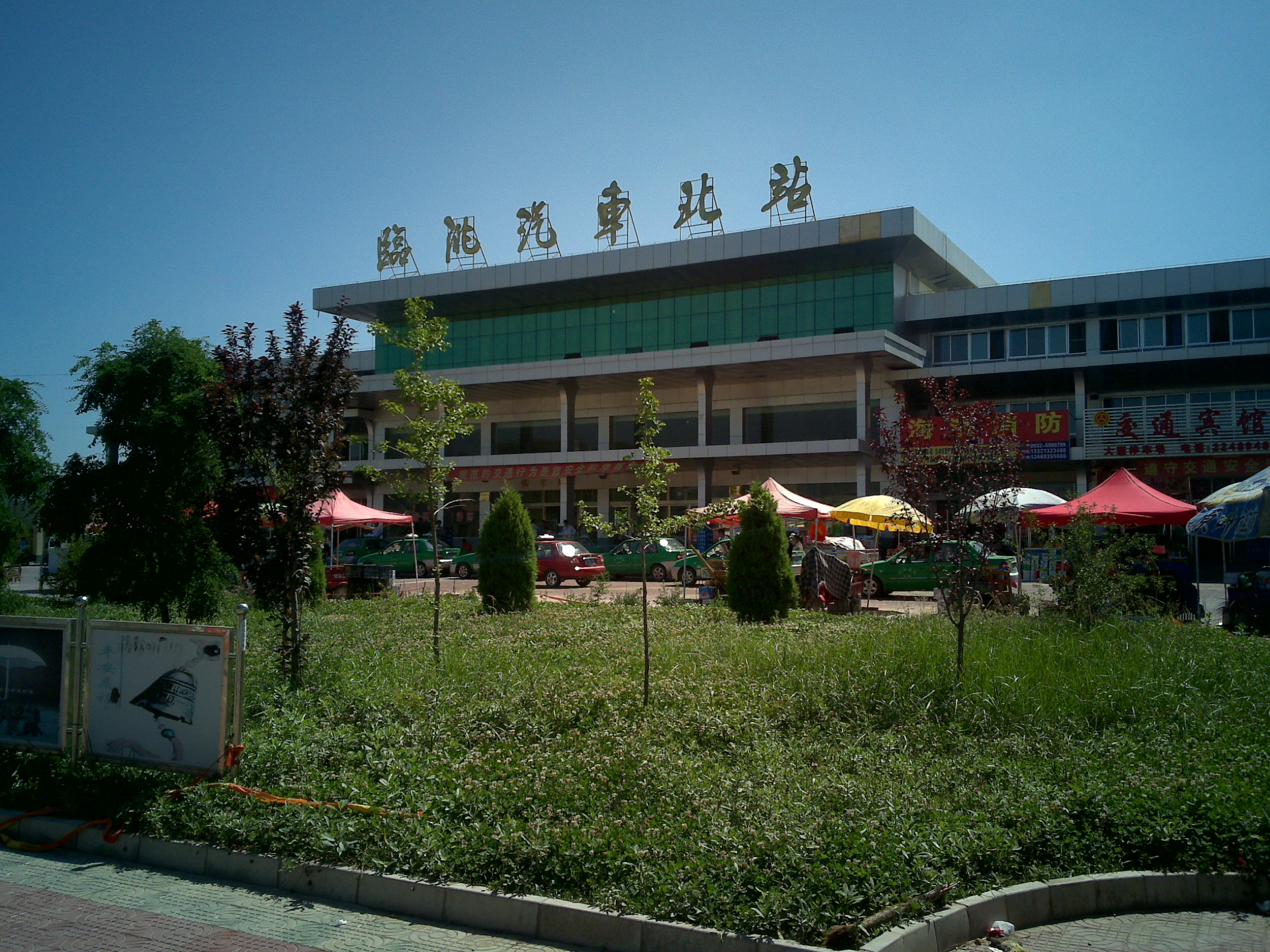
临洮汽车站

洮阳镇，是中华人民共和国甘肃省定西市临洮县下辖的一个乡镇级行政单位。

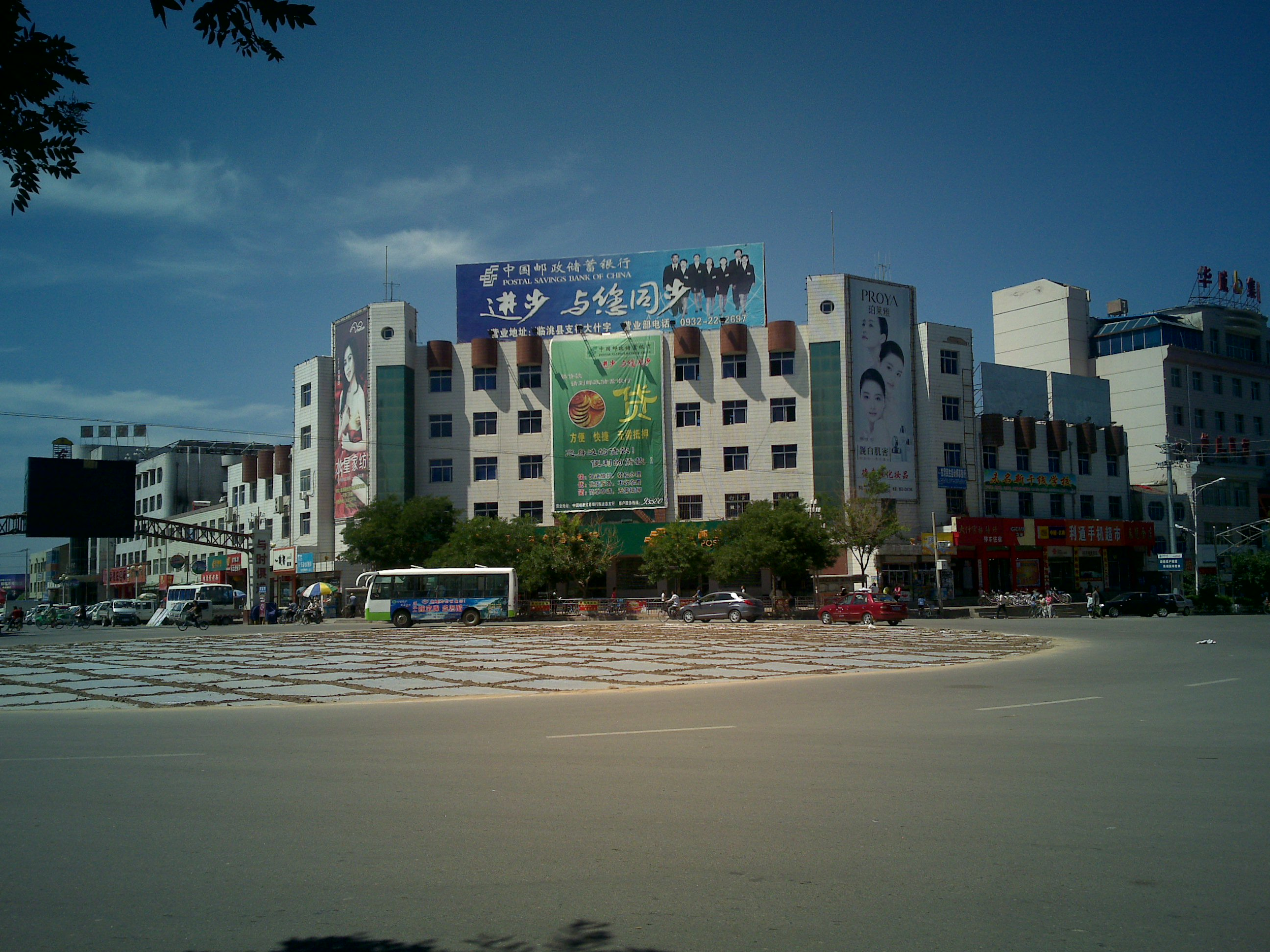
洮阳街景

## 行政区划
洮阳镇下辖以下地区：
城南社区、东关社区、西关社区、北关社区、城中社区、椒山社区、南园村、旭东村、洮丰村、五爱村、木厂村、五里铺村、南街村、西街村、东街村、北街村、瑞新村、北关村、河口村、闫吴家村、李范家村、车刘家村、杨家店村、祁家滩村、马家窑村、阳洼村、柯劳村、老庄村、红窑村、双联村、王家咀村、六合村、卧龙村、兴荣村、边家湾村和荣和村。